# Kobieta stojąca przy klawesynie
Kobieta stojąca przy klawesynie (nl. Staande Virginaalspeelster), znany także jako Kobieta stojąca przy wirginale – obraz Jana Vermeera datowany na lata 1670–1671. Płótno jest sygnowane na instrumencie.
Obraz ten należy do późnego okresu twórczości Vermeera i reprezentuje styl charakterystyczny dla tej fazy. Ma cechy uproszczenia, brak detali i drobiazgów, typowych dla wcześniejszych płócien, wyraźniejszy kontur, mocne rozdzielenie światła i cienia, zamiłowanie do linii prostych i kątów.
Przedstawia bogato ubraną kobietę, stojącą w zamożnym wnętrzu przy klawesynie. Na pierwszym planie usytuowane jest krzesło, pokryte niebieskim materiałem. Za nim stoi instrument ozdobiony pejzażem. Na ścianie wiszą dwa obrazy: jeden przedstawia kupidyna i identyfikowany jest z dziełem Cesara van Everdingena; drugi przypisuje się Janowi Wijnantsowi lub Allartowi van Everdingenowi.
Pokrewnym dziełem jest płótno Dziewczyna siedząca przy klawesynie.